# 女人資本論
《女人資本論》（英語：Miss Capital），是由亞洲電視製作的財經節目，並以普通話廣播。

## 播映时段
| 頻道   | 国家 | 首播日期      | 首播時間              | 重播時間                                   |
| 亞洲台 | 香港 | 2015年8月22日 | 星期六、日21:30-22:00 | 星期日、一00:15-00:45星期二、三21:30-22:00 |
| 國際台 | 香港 | 2015年8月25日 | 星期二23:50-00:50     | 星期三12:00-13:00                          |
| 海外台 | 美国 | 2015年8月22日 | 星期六、日20:00-20:30 |                                            |
| 海外台 | 美国 | 2015年8月22日 | 星期六、日17:00-17:30 |                                            |

## 節目歷史
第41集起，《女人資本論》由三人改由兩人主持。
2016年2月，由於亞洲電視拖欠員工薪金引發離職潮，此節目製作終止，節目存貨播放至2月27日。
- 2016年2月6日起，節目不再提供字幕。
- 2016年2月27日，播映最後一集。
- 2016年2月28日，由於已拍攝的存貨已播映完畢，改為重播第1集（2015年8月22日）。
- 2016年3月5日，重播第2集（2015年8月23日）。
- 2016年3月6日，重播第3集（2015年8月29日）。

## 內容

### 第1集至第40集
《女人資本論》會討論跟女性和經濟有關的熱門話題，並分為兩個環節。
- 《Women Always Right 男左女右》
- 《Right Here Waiting 佳人有約》

### 第41集起
- 《本周資本論》
- 《女人會客廳》

## 主持
- 常規主持
  - 王君擎（Joy）（第1集至第54集）
  - 邱潔驊（Lilac）（第1集至第11集、第13集、第15集、第18集、第22集至第26集、第29集至第30集、第33集、第35集、第37集至第38集、第40集、第43集至第54集）
  - 陳奕璉（Evelyn）（第10集至第38集、第40集至第42集、第55集）
- 替更主持
  - 包涵（Gloria）（第12集）
  - 孫懿琳（Ellen）（第14集、第19集）
  - 鍾劍輝（Patrick）（第16集）
  - 趙宇彤（Christina）（第17集、第20集至第21集、第28集、第31集至第32集、第34集、第36集、第49集至第50集、第55集）
  - 徐昂（Christina）（第27集）
- 前任主持
  - 衛鏡伊（Joanna）（第1集至第9集）

## 資料來源
1. ↑  . Apple Daily 蘋果日報.   [2015-09-24]. （原始内容存档于2015-09-25）.
2. ↑  . Yahoo 新聞香港. 2015-08-21  [2015-09-24]. （原始内容存档于2016-02-20）.
3. ↑  .   [2015-09-24]. （原始内容存档于2016-03-04）.
4. ↑  娛翁. . www.macaodaily.com.   [2016-02-02]. （原始内容存档于2015-09-25）.
5. ↑  Discuz! Team and Comsenz UI Team. .   [2015-09-24]. （原始内容存档于2015-09-25）.
6. ↑  .   [2015-09-24]. （原始内容存档于2016-02-06）.